# Alrance
Alrance är en kommun i departementet Aveyron i regionen Occitanien i södra Frankrike. Kommunen ligger  i kantonen Salles-Curan som ligger i arrondissementet Millau. År 2022 hade Alrance 333 invånare.

## Befolkningsutveckling
Antalet invånare i kommunen Alrance
Referens: INSEE